# Кулибеков, Эдхем Абдул Халим оглы
Эдхэм Абдул Халим оглы Кулибеков (азерб. Ədhəm Abdul Halim oğlu Qulubəyov) (12 июня 1918, Баку, Российская империя — 199х, там же) — советский и азербайджанский сценарист.

## Биография
Родился 12 июня 1918 года в Баку в семье первого азербайджанского офтальмолога. После окончания средней школы устроился на работу в трест Азгаз, где работал техником по коррозии.
В 1942 году был мобилизован в армию в связи с ВОВ, прошёл всю войну и после демобилизации на 5 лет переехал в Москву, где он учился на сценарном факультете ВГИКа (1945—50). 
В том же году (1950), устроился на работу на Бакинскую киностудию, где работал редактором. Написал ряд сценариев документальных и художественных фильмов, мультфильмов, а также написал ряд книг об истории азербайджанской кинематографии. По состоянию на 1 марта 1981 года он состоял Членом Союза Кинематографистов Азербайджанской ССР. Жил и работал в Баку по адресу Улица Кара Караева, 4.  Судьба после 1981 года неизвестна, известен тот факт, что он скончался в Баку приблизительно в начале-середине 1990-х годов.

## Фильмография

### Сценарист
- 1955 — Встреча